# Nigel North

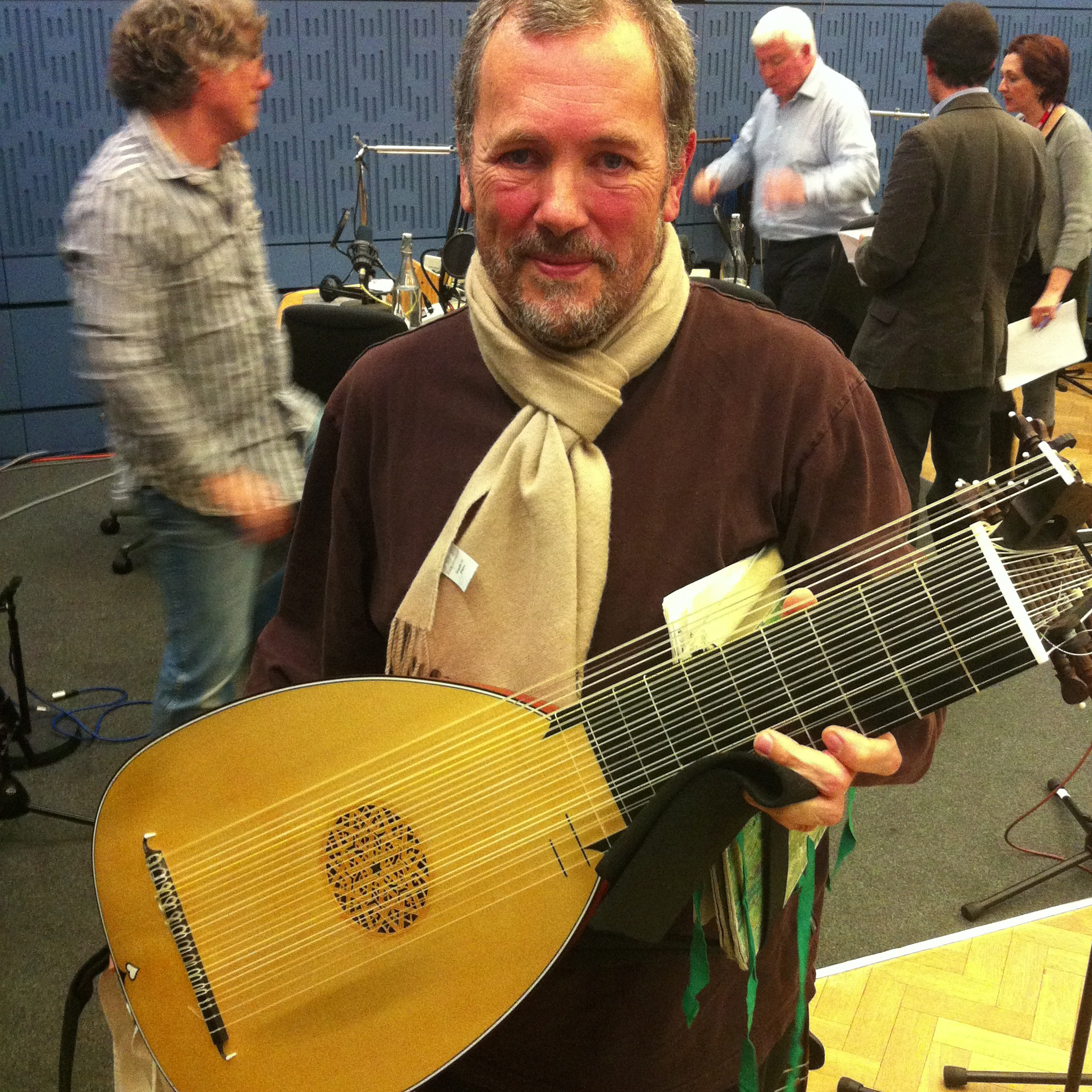
Nigel North (2012)

Nigel North (* 5. Juni 1954 in London) ist ein britischer Lautenist der historischen Aufführungspraxis.

## Leben und Wirken
Nigel North begann im Alter von sieben Jahren mit dem Erlernen der Violine. Bereits mit 10 Jahren erhielt er ein Stipendium für die Jugendabteilung der Guildhall School of Music and Drama, hier studierte er bis 1970 Gitarre. Zur gleichen Zeit begann er im Selbstunterricht das Lautenspiel zu erlernen. Von 1971 bis 1974 war er in der Lautenklasse von Diana Poulton am Royal College of Music, hier folgte er auch Lehrgängen in klassischer Gitarre, Violine und Gambe.
In den Studienjahren 1974 und 1975 widmete er sich der historischen Aufführungspraxis und unterrichtete gleichzeitig in der Lautenklasse. 1975 wurde er Professor für Laute an der Guildhall School, eine Position, die er bis 1996 innehatte. In der Zeit von 1993 bis 1999 war er Professor an der Hochschule der Künste in Berlin. Seit 1999 ist er Professor am „Early Music Institute of Indiana University, Bloomington“ USA. Von 2005 bis 2007 unterrichtete er Laute am Königlichen Konservatorium in Den Haag.
Mit dem Violinisten Andrew Manze und dem Cembalisten John Toll gründete er 1986 das „Ensemble Romanesca“, welches zahlreiche mit Schallplattenpreisen ausgezeichnete Aufnahmen präsentierte. Darüber hinaus wirkte er an mehr als 100 Aufnahmen, sei es auf der Laute oder der Theorbe mit.
Bekannte Ensembles, mit denen er arbeitete, waren
- The English Concert unter Trevor Pinnock
- The Academy of Ancient Music unter Christopher Hogwood
- The Brandenburg Consort unter Roy Goodman
- Orchestra of the Age of Enlightenment unter René Jacobs

2008 erarbeitete er mit der deutschen Sopranistin Monika Mauch ein Liedrepertoire mit Lautenbegleitung.

## Veröffentlichungen (Auswahl)
- Continuo Playing on the Lute, Archlute and Theorbo. Indiana University Press, Bloomington 1987.